# Union Street
Union Street è il dodicesimo album discografico in studio del gruppo musicale synthpop britannico Erasure, pubblicato nel 2006.

## Il disco
Il disco contiene diversi brani già editi dal gruppo, riarrangiati per l'occasione in chiave acustica, con uno stile country/western. L'album è stato preceduto dall'EP Boy, pubblicato nel marzo 2006.

## Tracce
1. Boy – 3:49
2. Piano Song – 3:17
3. Stay with Me – 4:53
4. Spiralling – 2:26
5. Home – 4:12
6. Tenderest Moments – 5:13
7. Alien – 3:42
8. Blues Away – 3:59
9. How Many Times – 3:30
10. Love Affair – 3:55
11. Rock Me Gently – 6:59

## Formazione
- Andy Bell - voce
- Vince Clarke - chitarra, synth